# Lisa Cez
Lisa Cez, née le 28 juin 1996 à Évry en France, est une cavalière française, concourant en dressage handisport.

## Biographie

### Jeunesse
Lisa Cez naît le 28 juin 1996 à Évry dans l'essonne, en Île-de-France. Elle commence à faire de l'équitation à l'âge de 5 ans, inscrite dans un club après avoir vu son frère monter en concours complet.
Elle a un accident à 10 ans en 2007 lorsqu'un autre cheval la percute de plein fouet ; elle se retrouve coincée contre une barrière. Son bassin est fragilisé, ses jambes ne peuvent plus être pleinement utilisées, les médecins affirment qu'elle ne pourra plus monter. Après 10 mois d'arrêt puis de rééducation, elle met cinq mois à reprendre l'équitation et commence les concours en 2008,.
Professionnellement, elle devient gemmologue.

### Carrière sportive
Lisa Cez participe d'abord avec précaution aux concours, selon son niveau physique. Elle est 12e de la finale en Cycle Libre 2e année à Saumur, l'année de sa reprise des concours, en 2008. Elle devient vice-championne de France en Grand Prix Poneys en 2011 puis participe |  aux championnats d'Europe en Pologne. 
Elle attend 2021 pour faire reconnaître son handicap, puis elle participe aux épreuves d'équitation handisport, le para dressage,. Elle fait partie de l'équipe de France et prend part à diverses compétitions internationales, notamment les championnats d'Europe à Riesenbeck avec Stallone de Hus. Elle est ensuite championne de France en « Amateur Élite Grade V » en novembre 2023,.
Elle est qualifiée pour les Jeux paralympiques d'été de 2024 à Paris, sur le site de Versailles, avec Stallone de Hus. Elle est la première à porter la flamme paralympique le 27 août dans l'Essonne.